# Concoules
Concoules là một xã trong tỉnh Gard thuộc vùng Occitanie, phía nam nước Pháp. Xã Concoules nằm ở khu vực có độ cao trung bình 630 mét trên mực nước biển.